# Reichsrayonkommission
Die Reichsrayonkommission war im Deutschen Kaiserreich (1871 bis 1918) eine gerichtsähnliche Behörde in Berlin, die in zweiter Instanz über Einsprüche gegen Baubeschränkungen entschied, die aufgrund des Reichsrayongesetzes erlassen wurden.
Die Reichsrayonkommission wurde gemäß § 31 Reichsrayongesetz vom Kaiser ernannt. Sie bestand aus hochrangigen Militärangehörigen der Mitgliedstaaten, die über Festungen verfügten.
Im Rayonplan und Rayonkataster wurden durch die Militärbehörden die Einschränkungen der Grundstücksbesitzer in den Festungsrayons beschrieben. Dagegen konnte bei den örtlichen Festungskommandanten Einspruch eingelegt werden. Gegen Bescheide der Festungskommandanten war Rekurs bei der Reichsrayonkommission möglich.

## Vorsitzende
- Carl von Hänisch
- Julius von Voigts-Rhetz